# Glena sacca
Glena sacca là một loài bướm đêm trong họ Geometridae.